# Tabaré Abayubá Silva Aguilar
Tabaré Silva (Mercedes, Uruguai, 30 d'agost de 1974) és un futbolista uruguaià que juga com a defensa.
Va destacar al Defensor Sporting Club del seu país natal, fins que el 1998 va fer el salt a la competició espanyola, on va jugar a Primera i Segona Divisió amb el Sevilla FC, Llevant UE i Elx CF. Finalitzada la seua etapa europea el 2002, retorna a l'Uruguai, on ha continuat militant en diversos equips.
Ha estat 19 vegades internacional amb la selecció uruguaiana de futbol. Va formar part del combinat del seu país que hi va guanyar la Copa Amèrica de 1995. També hi va ser present a l'edició de 1997.